# Molecaten

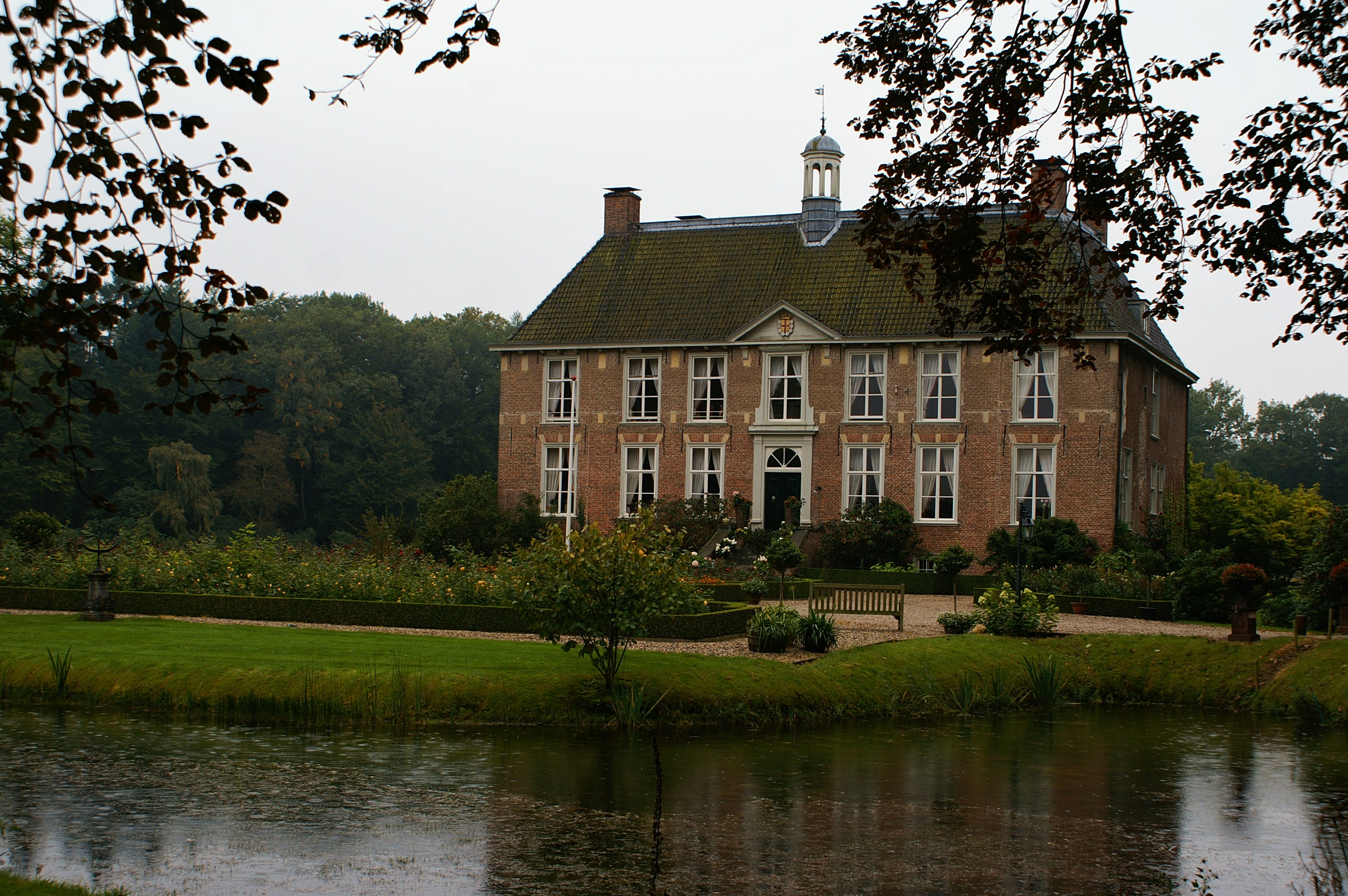
Molecaten

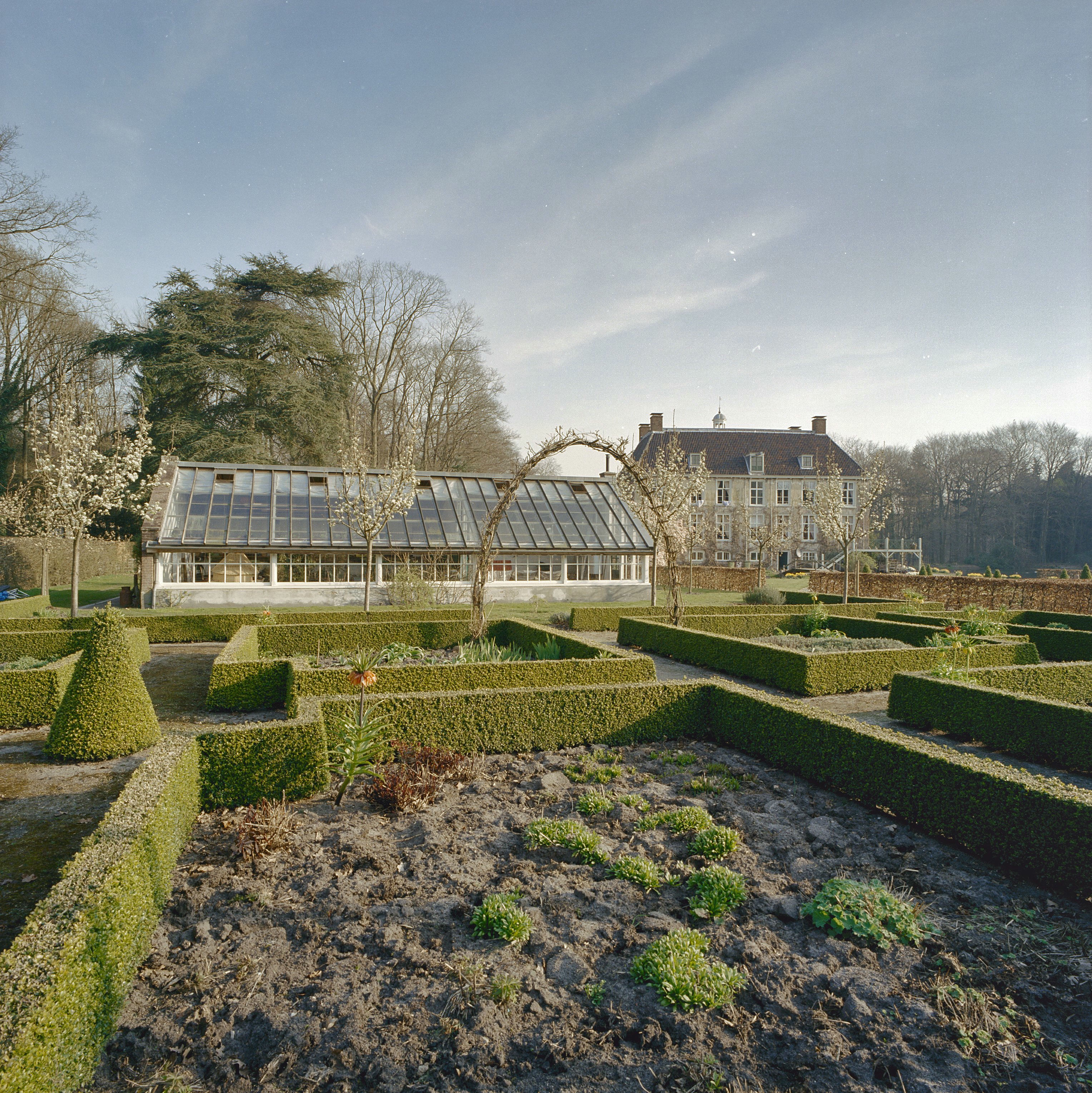
Park von Molecaten

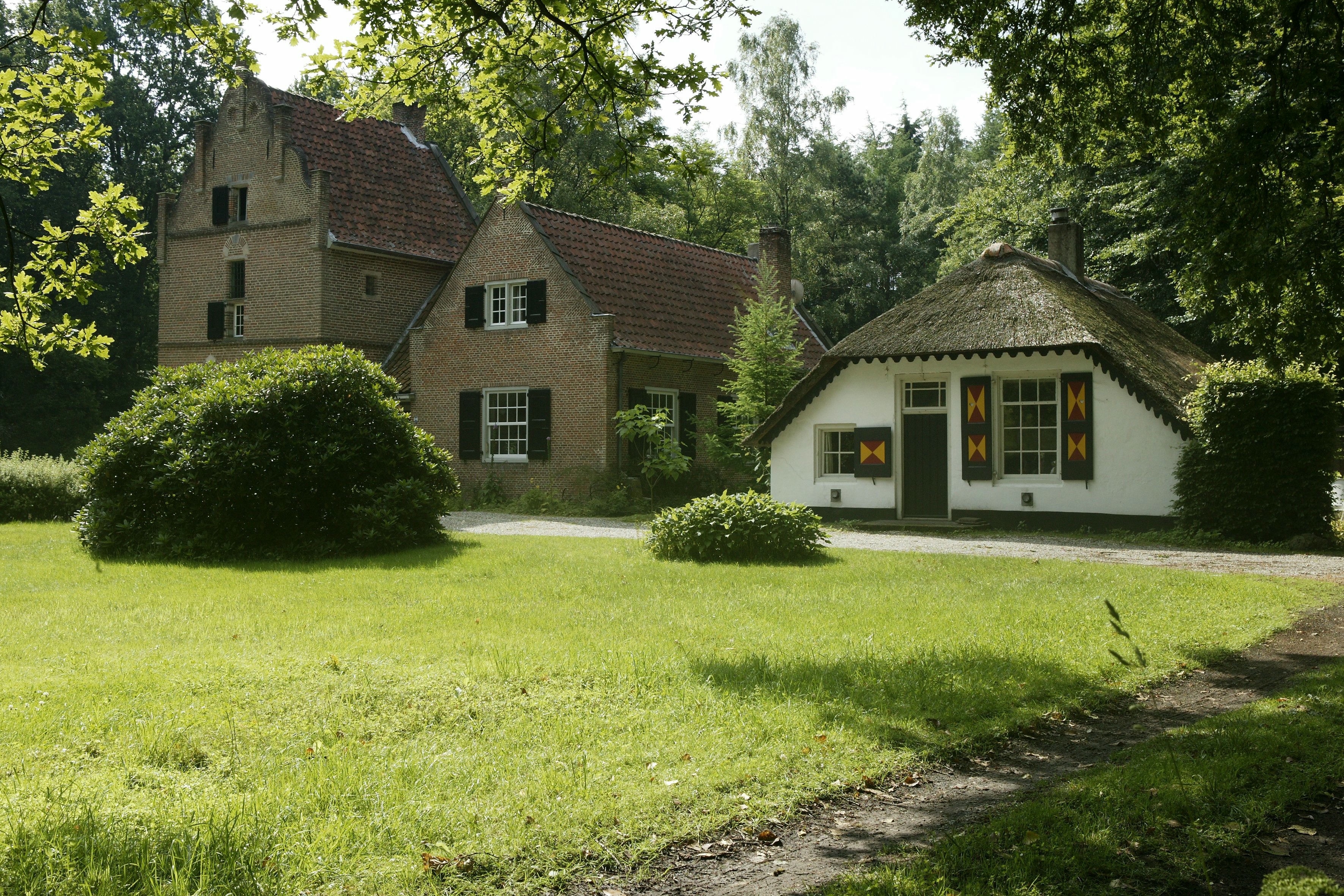
Speicher Watervliet

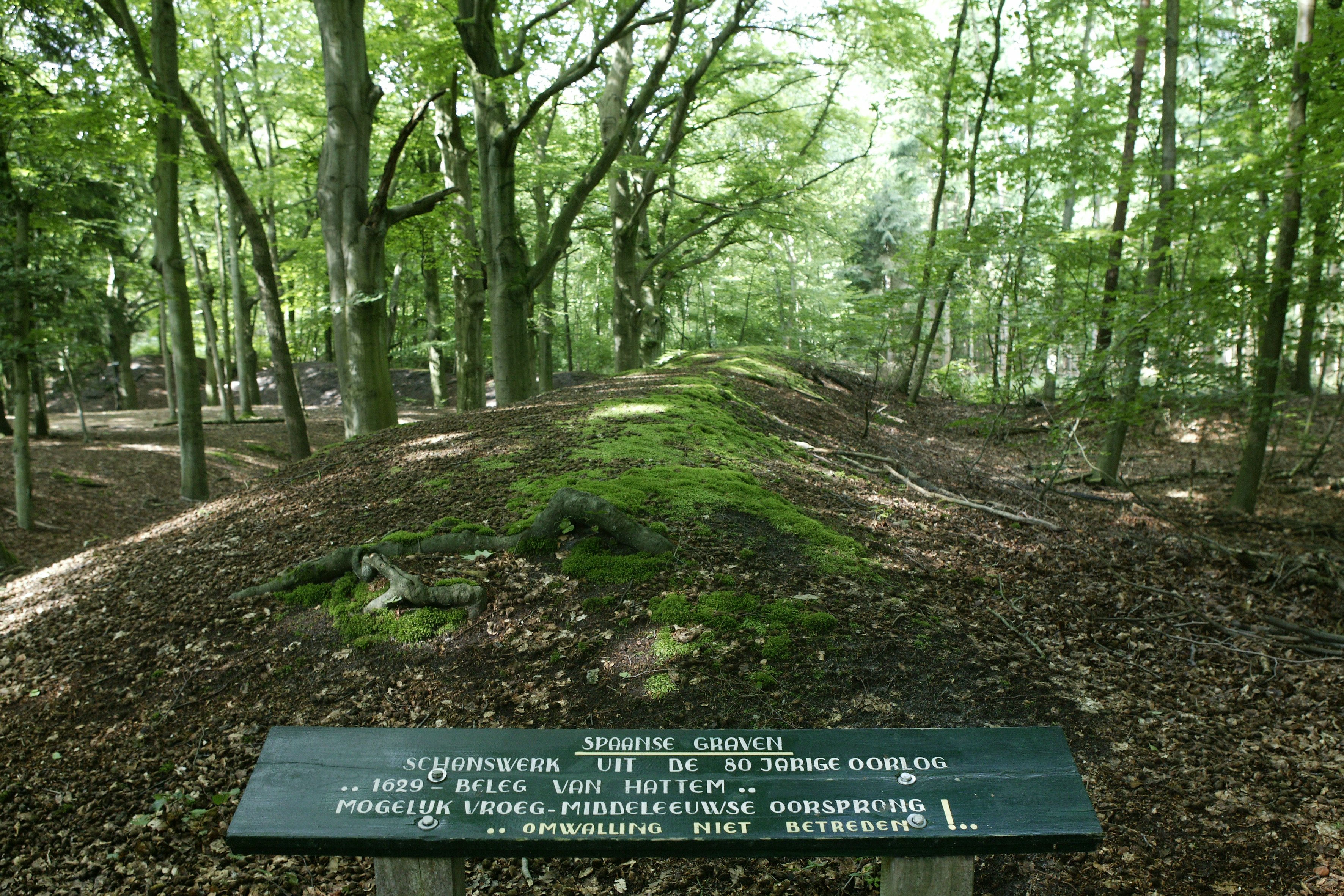
Ansicht der Spanischen Gräber, Schanze aus dem Achtzigjährigen Krieg

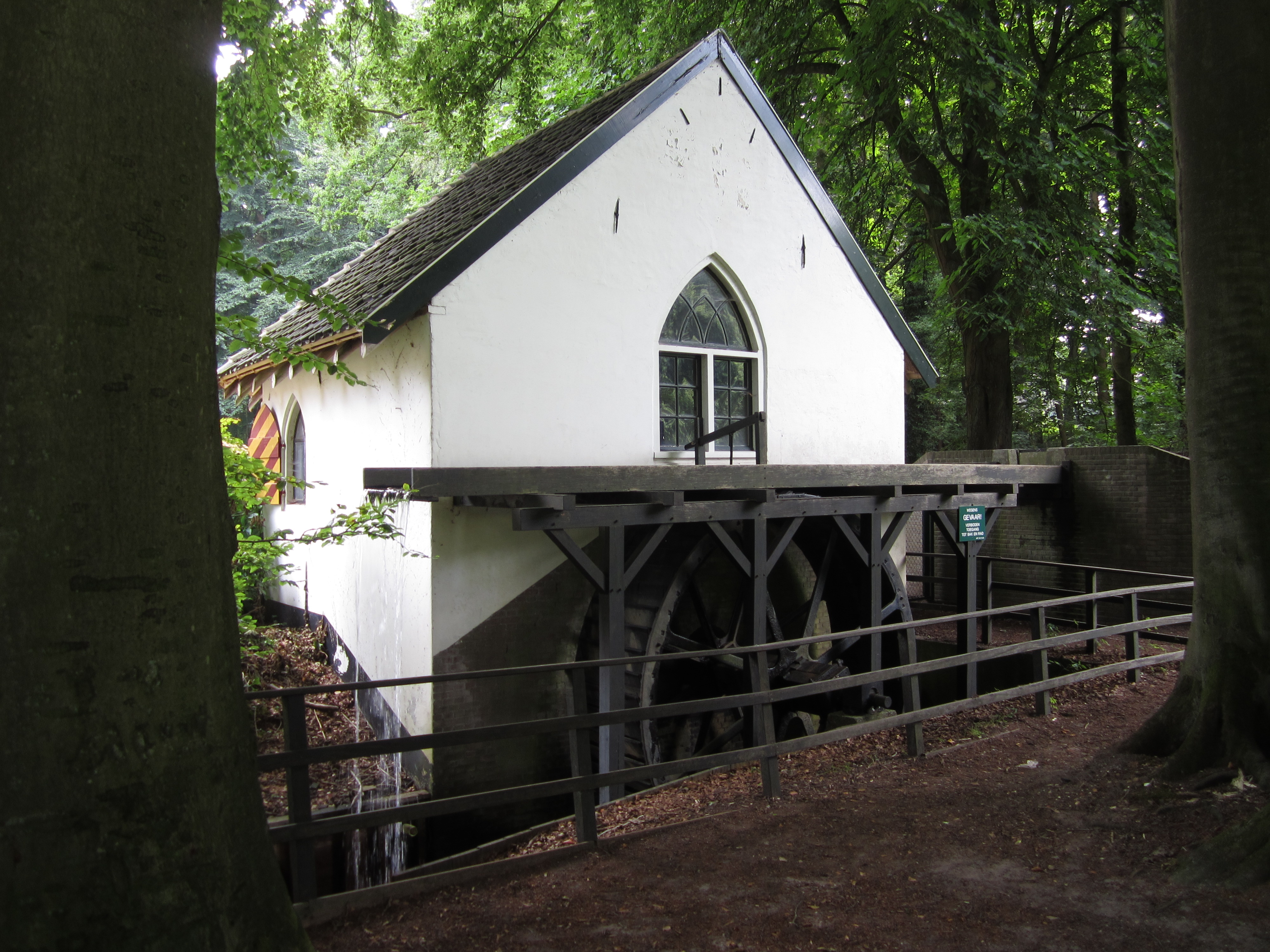
Wassermühle

Molecaten ist ein Landhaus und Landgut in der Gemeinde Hattem, von dem ein Teil als nationales Denkmal geschützt ist. Der Name bedeutet Bauernhof an der Mühle. Das Gut ist etwa 132 Hektar groß und besteht zum größten Teil (etwa 107 Hektar) aus Wäldern, einer Schanze, historischen Garten- und Parkanlagen, Quellen mit einem Bachsystem, einem Teich und einer Reihe von Feldern und Wiesen. Außerdem gibt es hier mehrere Bauernhöfe, eine Kutschenremise, eine Reitschule mit Stallungen, einen Gastronomiebetrieb, einen Campingplatz und eine Wassermühle.

## Geschichte
Molecaten befand sich nicht an der Stelle des heutigen Hauses Molecaten, sondern weiter nördlich. Im Jahr 1347 wird der Name zum ersten Mal in einem Zinsbuch erwähnt. Der damalige Eigentümer war Hendrick van Oldeneel.
Durch Heirat kam der Besitz an die Familien Mulert und Van Ensse. Herman Engelbert van Ensse (1566–1626), verheiratet mit Johanna van Coevorden (1566–1620), verkaufte den Besitz an einen angeheirateten Verwandten, Herman van Keppel (1550–1610), Amtmann von Hattem. Herman van Keppel war ein Onkel des Schwagers von Herman Engelbert van Ensse, Evert van Keppel (1575–nach 1632), Ehemann von Wilhelmina van Coevorden (1575–1634). Das Anwesen blieb bis 1688 im Besitz der Familie Van Keppel.
Im Jahr 1637 kaufte Johan van Keppel (1610–1691), Amtmann von Hattem, ein Haus mit Wassermühlen. Er ließ das Haus Molecaten an Ort und Stelle erbauen.
Im 18. Jahrhundert ging das Haus durch die Heirat von Anna Wilhelmina Cecilla van Keppel (1670–1704) mit Robbert van Heeckeren (1650–1699) in den Besitz der Familie Van Heeckeren über, die zunächst wenig Interesse an dem Haus hatte. Das Haus wurde vernachlässigt und es wurde versucht, es zu verkaufen. Schließlich ließ sich Reinhard Burchard Willem van Heeckeren van Molecaten (1721–1799) dort nieder.
Bevor die letzten Van Heeckerens einzogen, bewohnten Evert Walraven Baron van Heeckeren van Molecaten (1879–1942) und seine Frau Adolphine Agneta Groeninx van Zoelen (1885–1967), Großmätresse von Königin Juliana, das Anwesen. Letztere waren ihre Kinder, Julianas ehemaliger Privatsekretär Walraven Jacob Baron van Heeckeren van Molecaten (1914–2001) und seine Frau Maria Antonia (Rita) Baronin van Heeckeren van Molecaten-Nitschmann (1912–2005), die ehemalige Gouvernante der beiden jüngsten Prinzessinnen von Oranien, die in der Affäre Greet Hofmans eine Rolle spielte. Das Archiv von W. J. van Heeckeren enthält Dokumente über die künftige Verwaltung des Landguts, darunter so genannte „Botschaften“ der Wunderheilerin über die künftige Verwaltung. Das Ehepaar van Heeckeren-Nitschmann lebte dort bis 1987. Auch der Bruder des letztgenannten Van Heeckeren, Erik Cecil Baron van Heeckeren van Molecaten (1916–1984) und seine Frau Maria van der Leeuw (1947) lebten mit ihren Kindern bis 1987 auf Molecaten.

## Verkauf des Nachlasses
Schon lange hatten die Brüder van Heeckeren über den Verkauf des Anwesens nachgedacht, der 1987 realisiert wurde, als die Versicherungsgesellschaft AMEV das Anwesen übernahm und einen Mieter/Nutzer fand, der bereit war, das baufällige Gebäude zu renovieren und den vernachlässigten Garten in Angriff zu nehmen. Unter der Aufsicht des neuen Pächters wurde das Haus gründlich renoviert, wobei so viele alte Stilelemente wie möglich erhalten blieben, und auch der Garten und das Gewächshaus wurden instand gesetzt. Seit 1990 ist das Haus mit den dazugehörigen Gärten und dem Teich langfristig zur privaten Nutzung vermietet. Das Gasthaus/Restaurant wird ebenfalls zur Nutzung vermietet, ebenso wie einige Häuser und Gebäude auf dem Gelände. In der Nähe des Herrenhauses befindet sich auch der Erholungspark Molecaten.
Die Versicherungsgesellschaft ASR Vastgoed Vermogensbeheer B.V. ist derzeit Eigentümerin des Anwesens, zu dem das Landhaus, alle anderen Gebäude, die Gärten und das Naturschutzgebiet gehören.

## Bewohner von Molecaten
- Johan van Keppel (ca. 1610–1667)
- Anna van Keppel, Dame von Molecaten († 1700); heiratete 1668 Derk Ludolf van Keppel, Herr von Campherbeek; sie heiratete 1690 erneut mit Borchard Joost van Welvelde
- Johan van Welvelde, Herr von Molecaten (1691–1717)
- Anna Wilhelmina Cecilia van Keppel, Dame von Kamferbeek (1670–1704); verheiratet 1687 mit Robbert van Heeckeren, Herr von Enghuizen (1650–1699)[9]
- Evert van Heeckeren, Herr von Nettelhorst und Molecaten (1693–1724)
- Reinhard Burchard Willem van Heeckeren van Molecaten|Reinhard Burchard Willem van Heeckeren, Herr von Molecaten (1721–1799)
- Evert Willem Baron van Heeckeren, Herr von Molecaten (1760–1819)
- Robbert August Adolf Maurits Carel Baron van Heeckeren van Molecaten (1770–1858), Bewohner von Molecaten
- Herr Jacob Anne Freiherr van Heeckeren van Molecaten (1820–1885), Bewohner von Molecaten
- Robbert Baron van Heeckeren van Molecaten (1850–1889), Bewohner von Molecaten
- Evert Walraven Baron van Heeckeren van Molecaten (1879–1942), Bewohner von Molecaten
- Walraven van Heeckeren van Molecaten und Walraven Jacob Baron van Heeckeren van Molecaten (1914–2001), bis zum Verkauf im Jahr 1987 die letzten Bewohner von Molecaten aus der Familie van Heeckeren
- Erik Cecil Baron van Heeckeren van Molecaten (1916–1984); verheiratet 1970 mit Maria van der Leeuw (1947), letzte Bewohner von Molecaten aus dem Besitz der Familie van Heeckeren bis zum Verkauf im Jahr 1987.

## Lage
Die Van Heeckerens haben das Anwesen durch verschiedene Ankäufe bis etwa in die 1950er Jahre erheblich erweitert. Es umfasst einen großen Teil des Südwestens der Gemeinde Hattem.
Das Anwesen gehört heute vollständig zum Gebiet der Gemeinde Hattem, aber das war nicht immer der Fall. Ein Streifen Land, der das Haus umschließt und nach Westen zum Hessenweg verläuft, gehörte bis 1971 zur Gemeinde Oldebroek. Der Grund dafür war, dass Johan van Keppel 1637 sein Land von der „schependom“ in die „schoutambt“ überführte. Die Tatsache, dass er selbst Amtmann von Hattem war, hat dabei zweifellos eine Rolle gespielt. Im Jahr 1971 wurde dieser Teil der Gemeinde Hattem angegliedert, aber da er nicht bebaut wurde, blieb das Gebiet von der Stadterweiterung des 20. Jahrhunderts verschont.
Im Jahr 1808 wurde der Spieker Watervliet (auch bekannt als Olde Spyker) erworben. Dieses Haus aus der Zeit um 1640, ursprünglich eine Scheune zur Lagerung von Getreide, wurde 1987 nicht verkauft und wird noch immer von der Familie Van Heeckeren bewohnt.
Durch Erbschaft wurden während der Zeit des Besitzes eine Reihe von Grundstücken verkauft, um die Miterben auszahlen zu können.

## Haus Molecaten
Das denkmalgeschützte Haus Molecaten wurde um 1646 gebaut. Das Haus war ursprünglich das Hauptgebäude eines Landguts mit einem ummauerten Vorplatz, einem Tor, einer Brücke über den Wassergraben und zwei Gebäuden. Das neue Haus wurde auf den Fundamenten eines früheren Gebäudes aus dem frühen 16. Jahrhundert errichtet, das möglicherweise während des spanischen Feldzugs von 1629 zerstört wurde. Im 18. Jahrhundert wurde das Haus zunächst vermietet, verfiel aber nach und nach. Ab 1750 wurde es jedoch wieder von seinen Besitzern bewohnt. Im Jahr 1824 wurde es im klassizistischen Stil umgebaut und 1989 und später gründlich renoviert.

## Gärten, Park
Die historische Parkanlage von Molecaten ist durch eine formale und landschaftliche Gestaltung gekennzeichnet, die stark von der Struktur des Anwesens und seinem Charakter geprägt ist. Der Eingang des Hauses wird von zwei steinernen Löwen aus dem 17. Jahrhundert flankiert, die auf beiden Seiten des Damms über den Bach Trijsbeek stehen. An der Vorderseite befindet sich der Vorplatz, der durch Hecken und Rosenbeete unterteilt ist. Hinter dem Haus selbst, in einer langgestreckten Form, die über eine kleine Brücke zugänglich ist, befindet sich ein klassischer Barockgarten mit Rasenflächen und quadratischen Bereichen in symmetrischen Mustern mit verschiedenen Bepflanzungen. In der letzten Phase, 1993, wurde der Garten unter Einbeziehung des ehemaligen Traubengewächshauses aus dem Jahr 1893 neu gestaltet. Es befindet sich am Mühlenteich.

## Mühlen
Zum Gut gehörten drei Wassermühlen. In der Nähe des Teiches, der das Haus umgibt, stand eine Papiermühle. Da das Gelände hügelig ist, liegt der ein Hektar große Stausee einige Meter höher auf der Moräne der Veluwe. Durch das Gebiet fließt eine Reihe von Sprengen, künstlich angelegten Bächen zur Gewinnung von Oberflächenwasser. Eine zweite Papierfabrik befand sich in der Nähe des heutigen Molecaten Inn. Nach einem Brand im Jahr 1857 wurde sie als wassergetriebene Getreidemühle wiederaufgebaut. In dieser Funktion war sie bis 1914 in Betrieb und wurde dann bis 1940 zur Stromerzeugung für das Gut genutzt. Diese Mühle wurde renoviert und ist als nationales Denkmal eingetragen. Die dritte Wassermühle, eine Getreidemühle, stand weiter in der Nähe des Eijerdijk. Das Mühlenhaus ist erhalten.

## Zielsetzung des Nachlasses
Das Ziel von A.S.R. Vastgoed ist es, das Landgut als wirtschaftliche und soziale Einheit in seiner jetzigen Form zu erhalten, verbunden mit einer gesunden Rendite bei nachhaltiger Wertsteigerung. Dies bedeutet keinen Verkauf von Grundstücken, sondern die Erhaltung der bestehenden Architektur und den Schutz der nationalen Denkmäler.
Das Hauptziel der ASR in Bezug auf die Wälder ist es, die Wälder des Molecaten-Anwesens auf nachhaltige und zumindest kostenneutrale Weise zu erhalten. Die Holzproduktion ist eine wichtige Einkommensquelle, um dieses Ziel zu erreichen. Es ist daher wichtig, die Möglichkeit der Produktion und Ernte von Nutzholz auch längerfristig zu sichern.

## Nutzung
Abgesehen von der privaten Nutzung spielt das Landgut eine wichtige Rolle für den lokalen Tourismus. Erholungssuchende können hier wandern, Rad fahren, reiten, in der Gaststätte essen oder heiraten oder auf dem dortigen Campingplatz übernachten.

## Varia
- Molecaten ist der Ausgangspunkt des so genannten Clog-Pfades, des Assenradepads,[13].
- Jedes Jahr im Herbst findet auf dem Landgut der Molecaten Riding Day statt.
- Auf dem Anwesen befinden sich mehrere als Naturdenkmal geschützte Bäume, darunter eine Maria-Buche (von der Josephs-Buche an einem anderen Anfang eines Sprengs ist nur noch ein Rest erhalten) und mehrere Stieleichen[14].
- Greet Hofmans lebte für kurze Zeit in einem Holzschuppen auf dem Anwesen, die Unterkunft, in der sie wohnte, wurde später abgerissen.
- Ursprünglich befand sich auf dem höchsten Punkt des Anwesens auf dem Trijselenberg (der höchste Punkt ist etwa 35 Meter hoch) ein Wachturm, der früher von der Gemeinde Hattem als Galgenberg genutzt wurde.